# Papillon (It’s Easy To Fly)
A Papillon (It’s Easy To Fly) a Chandeen nevű német együttes harmadik kislemeze, mely 1996-ban jelent meg a Hyperium Records kiadásában.

## Az album dalai
1. Papillon (It’s Easy To Fly) – 4:30
2. Silver days – 4:45
3. Air of mine – 3:13
4. Fire and water	(Live) – 5:33